# John Leeds Kerr
John Leeds Kerr (ur. 15 stycznia 1780, zm. 21 lutego 1844) – amerykański polityk i prawnik.
Dwukrotnie był przedstawicielem siódmego okręgu wyborczego w stanie Maryland w Izbie Reprezentantów Stanów Zjednoczonych. Najpierw w latach 1825–1829 pełnił tę funkcję przez dwie dwuletnie kadencje Kongresu Stanów Zjednoczonych, a następnie w latach 1831–1833 został ponownie wybrany na tę pozycję na jedną dwuletnią kadencję.
Później, w latach 1841–1843 z ramienia Partii Wigów reprezentował stan Maryland w Senacie Stanów Zjednoczonych.
Jego syn, John Bozman Kerr, także reprezentował stan Maryland w Izbie Reprezentantów Stanów Zjednoczonych oraz był amerykańskim dyplomatą w Nikaragui.